# Interclubs 2019/20
Die Interclubs 2019/20 ist die belgische Mannschaftsmeisterschaft im Schach.
Aufgrund der COVID-19-Pandemie wurde der Wettbewerb nach neun von elf Runden unterbrochen. Der Vorstandsrat des belgischen Schachverbandes hatte am 21. März 2020 entschieden, die Saison vorzeitig zu beenden und annullieren, es sollte weder der Titel des belgischen Mannschaftsmeisters vergeben werden, noch ein Auf- oder Abstieg stattfinden. Gegen diese Entscheidung hatten neun Vereine Berufung eingelegt. Die Berufungskommission des belgischen Schachverbandes entschied am 18. Juli 2020, der Berufung stattzugeben, so dass die Saison regulär zu Ende geführt werden soll. Letztendlich wurde die Saison im September 2021 regulär beendet, wobei allerdings in der 10. Runde vier der sechs Wettkämpfen kampflos entschieden wurden, in der 11. Runde sogar fünf. Meister wurden die Schachfreunde Wirtzfeld, während sich der Titelverteidiger Cercle d’Échecs Fontainois mit dem neunten Platz begnügen musste. Aus der Division 2 waren im Vorjahr der Borgerhoutse SK und Europchess aus Brüssel aufgestiegen. Während Borgerhout den Klassenerhalt erreichte, musste Europchess zusammen mit dem S.C. Jean Jaurès direkt wieder absteigen.
Zu den gemeldeten Mannschaftskadern siehe Mannschaftskader der Interclubs 2019/20.

## Spieltermine
Die Wettkämpfe wurden am 29. September, 13. und 20. Oktober, 17. November, 1. Dezember 2019, 19. Januar, 2. und 16. Februar sowie 8. März 2020 gespielt. Die beiden letzten Runden waren ursprünglich für den 15. und 29. März 2020 geplant, als neue Termine sind der 13. und 27. September 2020 vorgesehen. Letzten Endes wurden die beiden letzten Runden am 5. und 12. September 2021 gespielt.

## Modus
Die zwölf teilnehmenden Mannschaften spielten ein einfaches Rundenturnier spielen. Über die Platzierung entschieden zunächst die Anzahl der Mannschaftspunkte (zwei Punkte für einen Mannschaftssieg, ein Punkt für ein Unentschieden, kein Punkt für eine Niederlage) und dann die Zahl der Brettpunkte (ein Punkt für einen Sieg, ein halber Punkt für ein Remis, kein Punkt für eine Niederlage).

## Tabelle
| Pl. | Verein                                                 | Sp | G  | U | V  | MP    | Brett-P.  |
| --- | ------------------------------------------------------ | -- | -- | - | -- | ----- | --------- |
| 01. | Schachfreunde Wirtzfeld                                | 11 | 10 | 1 | 0  | 21:1  | 66,0:22,0 |
| 02. | L’Echiquier Mosan                                      | 11 | 7  | 2 | 2  | 16:6  | 57,0:31,0 |
| 03. | Koninklijke Gentse Schaakkring Ruy Lopez               | 11 | 7  | 2 | 2  | 16:6  | 46,5:41,5 |
| 04. | Schaakclub Wachtebeke                                  | 11 | 7  | 0 | 4  | 14:8  | 55,0:33,0 |
| 05. | Cercle Royal des Echecs de Liège et Echiquier Liègeois | 11 | 6  | 1 | 4  | 13:9  | 51,0:37,0 |
| 06. | KSK Rochade Eupen-Kelmis                               | 11 | 5  | 3 | 3  | 13:9  | 48,5:39,5 |
| 07. | KSK 47 Eynatten                                        | 11 | 6  | 0 | 5  | 12:10 | 49,5:38,5 |
| 08. | Koninklijke Brugse Schaakkring                         | 11 | 5  | 2 | 4  | 12:10 | 47,5:40,5 |
| 09. | Cercle d’Échecs Fontainois (M)                         | 11 | 3  | 1 | 7  | 7:15  | 28,5:59,5 |
| 10. | Borgerhoutse SK (N)                                    | 11 | 3  | 0 | 8  | 6:16  | 33,5:54,5 |
| 11. | S.C. Jean Jaurès                                       | 11 | 1  | 0 | 10 | 2:20  | 25,5:62,5 |
| 12. | Europchess (N)                                         | 11 | 0  | 0 | 11 | 0:22  | 19,5:68,5 |

### Entscheidungen
|     | Belgischer Meister: Schachfreunde Wirtzfeld               |
|     | Absteiger in die Division 2: S.C. Jean Jaurès, Europchess |
| (M) | Meister der letzten Saison                                |
| (N) | Aufsteiger der letzten Saison                             |

## Kreuztabelle
| Ergebnisse | Ergebnisse                                             | 01. | 02. | 03. | 04. | 05. | 06. | 07. | 08. | 09. | 10. | 11. | 12. |
| ---------- | ------------------------------------------------------ | --- | --- | --- | --- | --- | --- | --- | --- | --- | --- | --- | --- |
| 01.        | Schachfreunde Wirtzfeld                                |     | 4   | 6   | 5   | 5½  | 6½  | 6½  | 7   | 6½  | 5½  | 5½  | 8 1 |
| 02.        | L’Echiquier Mosan                                      | 4   |     | 3   | 7½  | 5   | 4   | 4½  | 6½  | 6½  | 3½  | 6   | 6½  |
| 03.        | Koninklijke Gentse Schaakkring Ruy Lopez               | 2   | 5   |     | 5½  | 4   | 4   | 4½  | 0 1 | 5½  | 5   | 5½  | 5½  |
| 04.        | Schaakclub Wachtebeke                                  | 3   | ½   | 2½  |     | 5   | 3½  | 8   | 6½  | 5½  | 8 1 | 5   | 7½  |
| 05.        | Cercle Royal des Echecs de Liège et Echiquier Liègeois | 2½  | 3   | 4   | 3   |     | 4½  | 5   | 2½  | 8 1 | 5   | 8 1 | 5½  |
| 06.        | KSK Rochade Eupen-Kelmis                               | 1½  | 4   | 4   | 4½  | 3½  |     | 2½  | 4   | 8 1 | 5   | 5½  | 6   |
| 07.        | KSK 47 Eynatten                                        | 1½  | 3½  | 3½  | 0   | 3   | 5½  |     | 4½  | 6½  | 8 1 | 5½  | 8 1 |
| 08.        | Koninklijke Brugse Schaakkring                         | 1   | 1½  | 8 1 | 1½  | 5½  | 4   | 3½  |     | 4   | 4½  | 8 1 | 6   |
| 09.        | Cercle d’Échecs Fontainois                             | 1½  | 1½  | 2½  | 2½  | 0 1 | 0 1 | 1½  | 4   |     | 4½  | 4½  | 6   |
| 10.        | Borgerhoutse SK                                        | 2½  | 4½  | 3   | 0 1 | 3   | 3   | 0 1 | 3½  | 3½  |     | 6   | 4½  |
| 11.        | S.C. Jean Jaurès                                       | 2½  | 2   | 2½  | 3   | 0 1 | 2½  | 2½  | 0 1 | 3½  | 2   |     | 5   |
| 12.        | Europchess                                             | 0 1 | 1½  | 2½  | ½   | 2½  | 2   | 0 1 | 2   | 2   | 3½  | 3   |     |

## Die Meistermannschaft
| 1.            | Schachfreunde Wirtzfeld |
| Schachfiguren | Aryan Tari, Daniel Fridman, Imre Héra, Erik van den Doel, Evgeny Postny, Sébastien Feller, Michail Gurewitsch, Vladislav Nevednichy, Bence Korpa, Artur Jakubiec, Alexandre Dgebuadze, Daniel Hausrath, Felix Levin, Anna Zatonskih, Thorsten Michael Haub, Iván Vallés Moreno, Wladimir Skulener, Matthias Röder, Yuri Boidman, Stéphane Hautot, Rick Frischmann, Samir Mohammad, Marc Schulze. |